# Rugby Union in der Schweiz
Dieser Artikel befasst sich mit der Sportart Rugby Union in der Schweiz.

## Der Schweizer Rugby-Verband
Der Schweizer Rugby-Verband, die Fédération Suisse de Rugby (FSR) wurde 1972 gegründet und ist der Dachverband für die einzelnen Schweizer Regionalverbände und Vereine in den beiden Wettkampfformen XVer-Rugby und 7er-Rugby. Die Regionalverbände sind: 
- Association Cantonale Genevoise de Rugby (AGCR)
- Association Vaudoise de Rugby (AVR)
- Nordschweizer Rugby-Verband (NSRV)

Der Schweizer Rugby-Verband ist Mitglied der Fédération Internationale de Rugby Amateur Association Européenne de Rugby (FIRA-AER), dem europäischen Rugby-Verband und im Rugby-Weltverband World Rugby.

## Rugby-Wettbewerbe in der Schweiz
In der Schweiz werden folgende Rugby-Wettbewerbe regelmässig durchgeführt.

### Rugby-Meisterschaft Herren
Die Schweizer Rugby-Union-Meisterschaft der Herren ist 2017/18 in drei Spielklassen aufgeteilt, nachdem es in der Saison zuvor fünf Spielklassen gab. Neu werden dafür in den zwei höchsten Spielklassen sogenannte Excellence-Ligen gespielt mit den 2. Mannschaften der in der jeweiligen Liga teilnehmenden Vereine.

#### Nationalliga A
Die Nationalliga A umfasst 8 Mannschaften, wobei die besten 4 am Ende der Saison in die Playoffs (K.-o.-System) kommen und der Sieger dieser Schweizermeister wird. Ende Saison steigt die letztplatzierte Mannschaft direkt in die Nationalliga B ab. Die Mannschaft mit der zweitschlechtesten Platzierung spielt gegen die zweitbeste Mannschaft der Nationalliga B um den Liga-Erhalt.
Die aktuellen Mannschaften (2017/18) der Nationalliga A sind:
- Neuchâtel-Yverdon
- Rugby Club CERN
- Rugby Club Genève-Plan les Ouates
- Hermance Région Rugby Club
- Stade Lausanne Rugby Club
- Lausanne Université Club Rugby
- Nyon Rugby Club
- Grasshoppers Club Zürich

Parallel existiert seit dieser Saison eine Excellence-Liga mit den zweiten Mannschaften der Vereine.

#### Nationalliga B
Seit 2018/2019 besteht die NLB aus 8 (früher 12) Teams.
Die aktuellen Mannschaften (2018/19) der Nationalliga B sind:
- Rugby Club Bern
- Rugby Club Fribourg
- Rugby Club La Chaux-de-Fonds
- Rugby Club Lugano
- Ovalie Chablaisienne Monthey Rugby
- Rugby Club Winterthur
- Rugby Union Zurich
- Rugby Club Avusy

Avusy und Lugano erreichten das Play-off-Finalspiel um den Aufstieg in die NLA.
Bern stieg als letztplatziertes Team direkt in die NLB ab.
Ranking 2018/2019: 1) Avusy, 2) Lugano, 3) Winterthur, 4) Fribourg, 5) La Chaux-de-Fonds, 6) Rugby Union Zürich, 7) Monthey, 8) Bern.

#### Nationalliga C
Seit 2018/2019 besteht die NLC aus 8 Teams.
Die aktuellen Mannschaften (2018/19) der Nationalliga C sind:
- RFC Basel
- Alba Lausanne
- Rugby Club Luzern
- Rugby Club Schaffhausen
- Rugby Club Solothurn
- Rugby Football Club St. Gallen
- Zug Rugby Club
- Rugby Club Würenlos

#### Nationalliga D
Seit 2018/2019 besteht die NLD. Vorrunde: Regionale Gruppen Ost und West. Rückrunde: Regionale Gruppen Ost und West. Die besten zwei aus beiden Gruppen kommen in den Halbfinal. Der erstplatzierte aus der Gruppe West spielt gegen den zweitplatzierten aus der Gruppe Ost. Der erstplatzierte aus der Gruppe Ost spielt gegen den zweitplatzierten aus der Gruppe West. Heimvorteil hat immer der erstplatzierte. Die Sieger der beiden Halbfinale treten im Final gegeneinander an und Spielen um den NLD Titel und Aufstieg.
Die aktuellen Mannschaften (2018/19) der Nationalliga D sind:
- Avusy 2
- Bern 2
- Jura
- Thun
- Bienne
- Winterthur 2
- Yverdon-Neuchâtel 3
- Basel 2

### Rugby-Meisterschaft Damen
Die Rugby-Schweizermeisterschaft der Damen findet in zwei Ligen statt.

Die aktuellen Mannschaften (2017/18) der Damen-Meisterschaft sind:

#### Nationalliga A
- Rugby Club CERN Wildcats
- Entente Mermigans (Vereinigung zwischen den Rugbyvereinen aus Nyon, Haute-Broye und Monthey)
- Entente Redzones (Vereinigung zwischen den Rugbyvereinen aus Bern und Fribourg; zuvor zwischen 2014 und 2017 zwischen Bern und Yverdon)
- RC Luzern Dangels
- Alba Lausanne
- Zürich Valkyries

#### Nationalliga B
- Würenlos - Üri
- Winterthur
- St. Gallen - Konstanz
- Basel Birds
- Geneva Switzers
- Avusy Athenas